# Boe-OFT
Boe-OFT  (Boeing-Orbital Flight Test) est la première mission du véhicule spatial CST-100 Starliner développé pour la NASA dans le but d'effectuer la relève des équipages de la Station spatiale internationale. Le vol est effectué le 20 décembre 2019. Le véhicule spatial décolle de la Base de lancement de Cap Canaveral et doit s'amarrer à la Station spatiale internationale avant de revenir sur Terre, mais échoue à se positionner sur la bonne orbite en raison d'une défaillance de l'ordinateur de bord.

## Objectifs de la mission
La mission a pour objectif de valider le fonctionnement de l'avionique du système d'amarrage, des communications et des télémesures, des systèmes de contrôle de l'environnement, des panneaux solaires, et du système de propulsion. La mission doit également inaugurer les nouvelles installations du complexe de lancement 41 de la base de lancement de Cap Canaveral ainsi que l'utilisation du lanceur Atlas V dans sa version N22. Il doit permettre de vérifier les performances du système de guidage du lanceur Atlas V et du véhicule durant le lancement, le séjour en orbite et la rentrée atmosphérique. Le niveau acoustique et de vibrations ainsi que les accélérations subies sont déterminées dans toutes les phases de vol. Le véhicule doit s'amarrer à la Station spatiale internationale avant de revenir sur Terre. Le véhicule spatial doit atterrir sur le site de White Stands environ 8 jours après son lancement,,.

## Déroulement de la mission

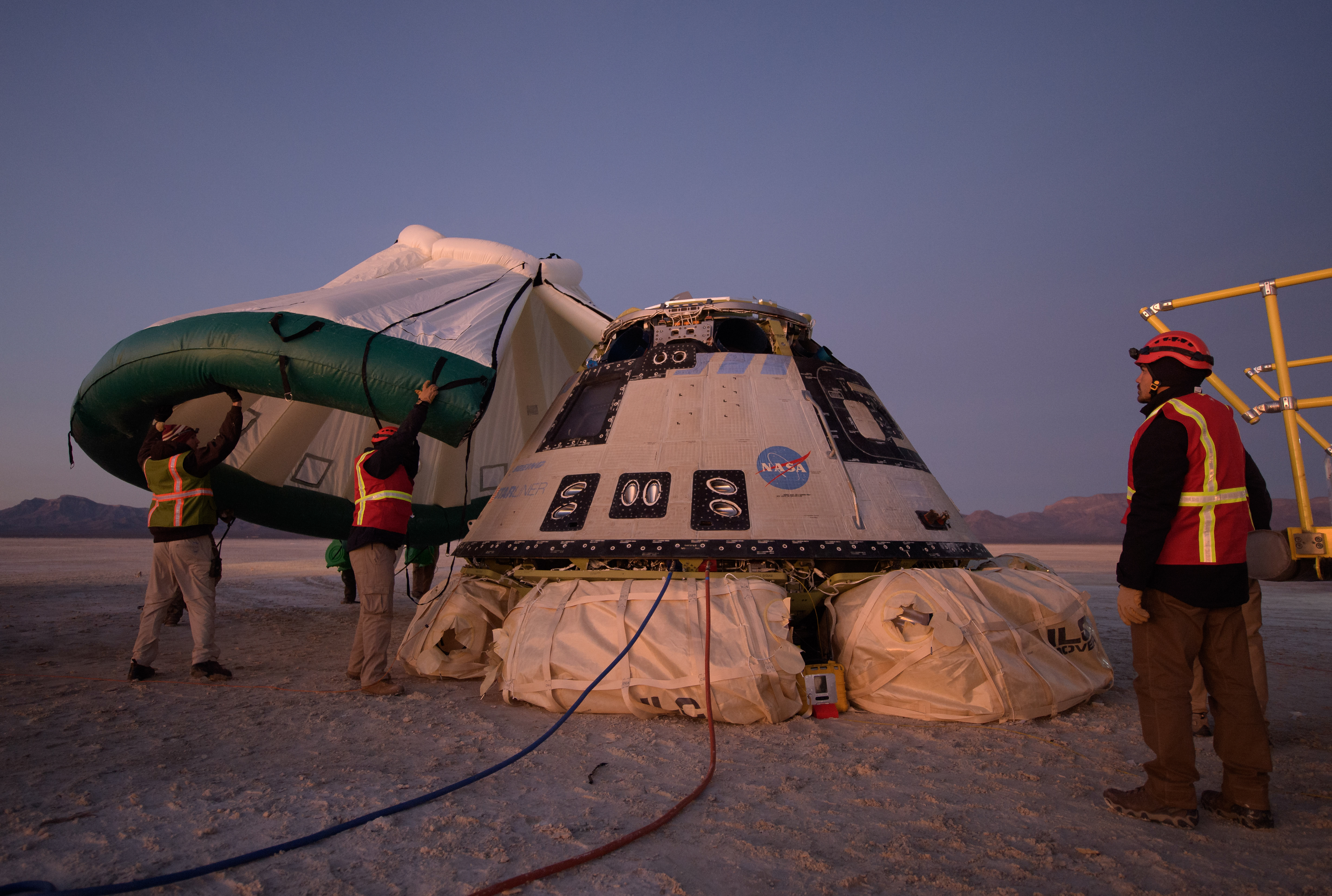
Le CST-100 Starliner Calypso de retour sur Terre au Polygone d'essais de missile de White Sands.

Le véhicule spatial, nommé Calypso, décolle le 20 décembre 2019 à 11 h 36 min 43 s TU. Le lanceur Atlas V place le véhicule spatial sur une trajectoire suborbitale prévue. Le véhicule spatial CST-100 Starliner devait utiliser sa propre propulsion 31 minutes après le décollage pour se placer sur une orbite stable circulaire. Mais à la suite d'une défaillance du logiciel de bord, celui-ci a considéré que cette mise à feu était déjà en cours et a déclenché la mise à feu des petits propulseurs chargés de contrôler l'orientation du véhicule durant sa phase propulsée. Le contrôle au sol après avoir réalisé cette erreur a lancé une commande pour arrêter la manœuvre en cours et reprogrammer l'insertion en orbite. Mais une brève interruption des communications (celles-ci passent par le satellite de télécommunications TDRS et il y a parfois des périodes de silence, ou blackout) a différé sa prise en compte par le véhicule spatial. Lorsque celui-ci a finalement exécuté les commandes envoyées par le centre de contrôle et placé le véhicule spatial sur l'orbite circulaire prévue, il avait déjà consommé 25% d'ergols supplémentaires par rapport à ce qui était programmé. La réduction des ergols disponibles pour la suite des opérations ainsi que la détection d'un bogue de logiciel aussi tôt dans le déroulement de la mission ont conduit Boeing, le constructeur du CST-100 Starliner, à renoncer au rendez-vous programmé avec la Station spatiale internationale. Le véhicule spatial atterrit au sol environ 49 heures après son lancement, le dimanche 22 décembre 2019 à 12 h 57 TU, au lieu des huit jours prévus,,.